# Lusk (Irlanda)
Lusk (forma anglicizzata) o Lusca (in irlandese) è un grosso centro dell'Irlanda sito a 23 km a nord di Dublino. Il nome Lusk risale ai tempi di San MacCullin, che fondò qui una chiesa nel 450. Si dice che egli visse o venne sepolto in una grotta, visto che il termine gaelico Lusca significa grotta o camera sotterranea.
Lusk è ora inserita nell'area della grande Dublino e la sua popolazione è in grande crescita.

## Storia
San MacCullin fondò un monastero a Lusk intorno alla metà del V secolo. Esso subì diversi incendi nel corso dei secoli e l'unico edificio rimasto a testimonianza degli edifici originali è la torre circolare alta 27 metri. Essa è unita ad una torre quadrangolare, costruita nel XV secolo, dotata di altre tre torri circolari più piccole agli angoli.